# کریگ دین (بازیکن فوتبال)
کریگ دین (انگلیسی: Craig Dean؛ زادهٔ ۱ ژوئیهٔ ۱۹۷۶) بازیکن فوتبال اهل بریتانیا است.
از باشگاه‌هایی که در آن بازی کرده‌است می‌توان به باشگاه فوتبال ووستر سیتی اشاره کرد.